# 춤추는 청춘대학
"춤추는 청춘대학"(Dancing College Of Youth)은 한국에서 제작된 김응천 감독의 1985년 영화이다. 김형용 등이 주연으로 출연하였고 유옥추 등이 제작에 참여하였다.

## 출연

### 주연
- 김형용
- 장지혜
- 이성규
- 김성일

### 조연
- 배기정
- 정원형
- 백장미
- 신미보
- 이경희
- 지윤주

## 기타
- 제작부장: 박경철
- 제작부장: 김차곤
- 촬영부: 문호진
- 촬영부: 김인관
- 촬영부: 허지욱
- 조명: 강상용
- 조명부: 김익수
- 조명부: 김익규
- 조명부: 박내신
- 스틸: 홍기영
- 조감독: 차성민
- 조감독: 임경민
- 조감독: 나홍균
- 녹음: 김병수
- 주제가: 송골매
- 주제가: 김형용
- 주제가: 배철수
- 주제가: 이봉환
- 주제가: 김정선
- 주제가: 오승동
- 주제가: 김상복
- 의상: 브리타니아
- 무용: 스파크 댄싱 프로덕션
- 소품: 차순하
- 안무: 이성문
- 현상: 영화진흥위원회 현상실
- 효과: 김경일